# The Saith Maen

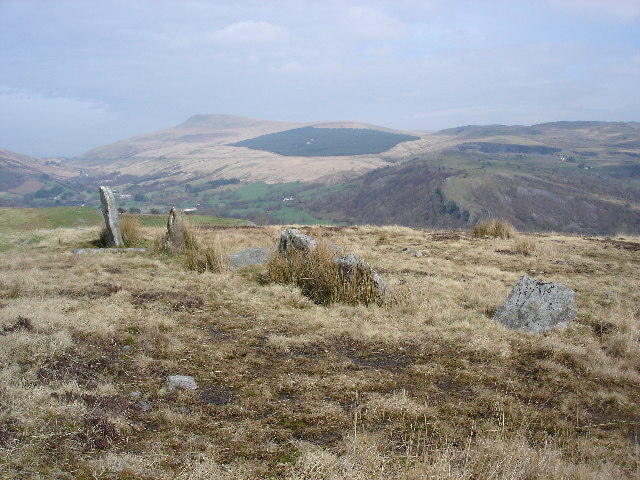
The Saith Maen

The Saith Maen NW (deutsch „die sieben Steine“ auch Saith Maen ENE oder Craig-y-nos genannt) sind eine etwa 13,7 m lange in Wales seltene Steinreihe (englisch alignment), westlich von Craig-y-nos bei Pen-y-cae in Powys in Brecknockshire.
Fünf der 0,8 bis 1,5 m hohen Steine stehen noch aufrecht. Die beiden gefallenen Steine sind etwa 2,9 und 2,2 m lang. Das nördliche Ende der Reihe steht nur wenige Meter von der Kante von einer in dieser Gegend häufigen, tiefen Dolinen.
Die Reihe hat das Suffix „NW“, um sie von zwei Denkmälern gleichen Namens in Powys zu unterscheiden. Eine ist die prähistorische Steinreihe nahe Llanwrthwl und das andere ist ein Findling.
Die Reihe soll auf den etwa 5,5 km entfernten Steinkreis von Cerrig Duon orientiert sein.